# Гжегорчик, Ришард
Ришард Павел Гжегорчик (пол. Ryszard Paweł Grzegorczyk, род. 20 сентября 1939 года, Бытом, ум. 5 ноября 2021 года, Бытом) — польский футболист, игравший на позиции левого полузащитника, многолетний игрок Полонии (Бытом), игрок сборной Польши, участник Олимпийских игр 1960 года в Риме.

## Биография
В Лиге I играл за Полонию в 1958—1971 годах, всего сыграв в 302 матчах. В сезоне 1962 года стал чемпионом Польши. В 1965 году выиграл с клубом Кубок Раппана и Кубок Америки. В 1971 году уехал во Францию, где играл за Ланс и клуб из Фалеза. Победитель Лиги 2 (1973) и финалист Кубка Франции (1975).
В сборной дебютировал 28 сентября 1960 года в матче со сборной Франции, последний раз играл за сборную в 1966 году. Всего в составе «бело-красных» провёл 23 официальные игры и забил 2 гола. Числился в составе Олимпийской сборной Польши на играх в Риме, но на поле не выходил.
После окончания карьеры игрока работал тренером.
Похоронен на приходском кладбище в Бытоме-Меховицах.